# Partido Social-Liberal (Moldavia)
El Partido Social Liberal (en rumano: Partidul Social Liberal) fue un partido político liberal de Moldavia. Este partido político fue federalista europeo, es decir, busca que todos los estados de Europa se unan en una federación.
El año 2001, el líder del partido, Oleg Serebrian, publicó un manifiesto con la intención de fundar un partido social liberal. Esta iniciativa fue apoyada por la Liga Nacional de Mujeres Demócrata Cristianas y por la Liga Nacional de la Juventud de Moldavia. El año 2002 este movimiento se fusiona con el Partido de las Fuerzas Democráticas. Desde el 2006 el partido fue miembro de la Internacional Liberal.
En las pasadas elecciones de 2005 se presentó en coalición con la Alianza de Nuestra Moldavia y con el Partido Democrático de Moldavia. El Partido Social Liberal obtuvo 3 escaños (de 101).
En 2008 se fusionó con el Partido Democrático de Moldavia.